# Flügeldeformationsvirus

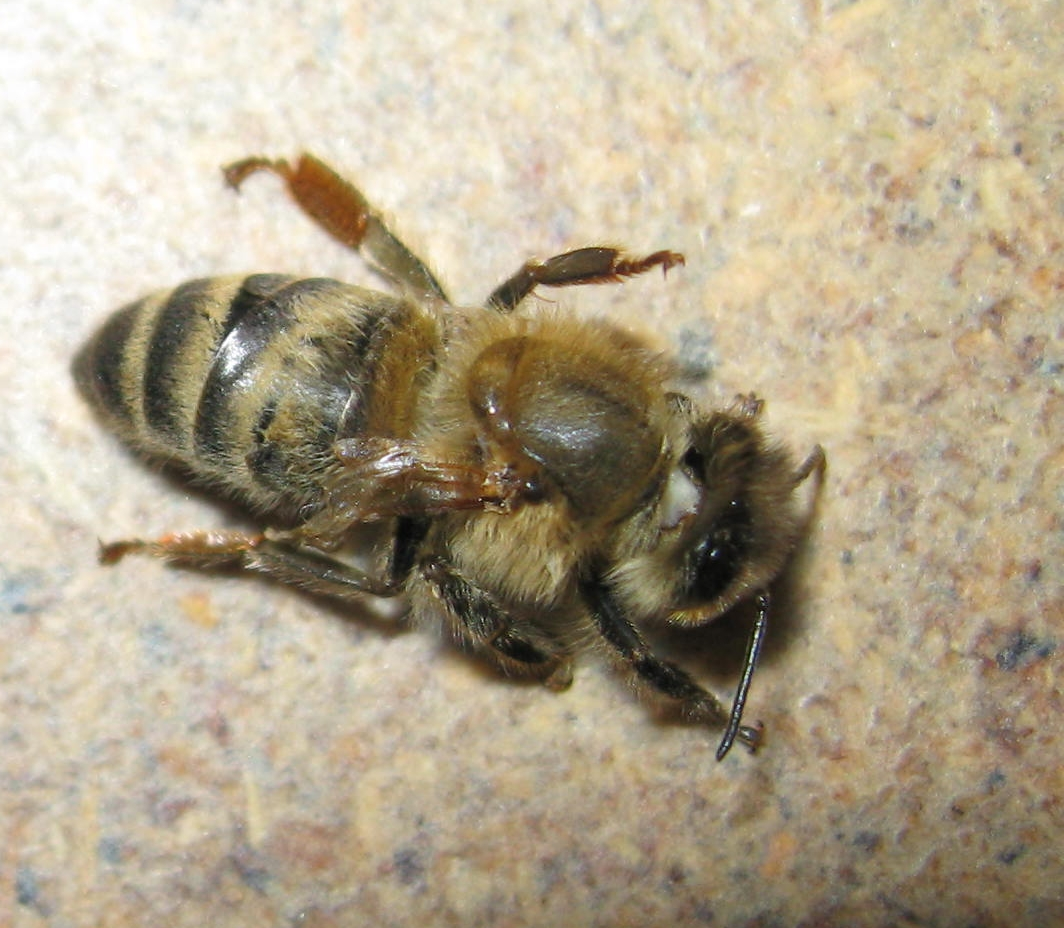
Infizierte Biene mit verstümmelten Flügeln

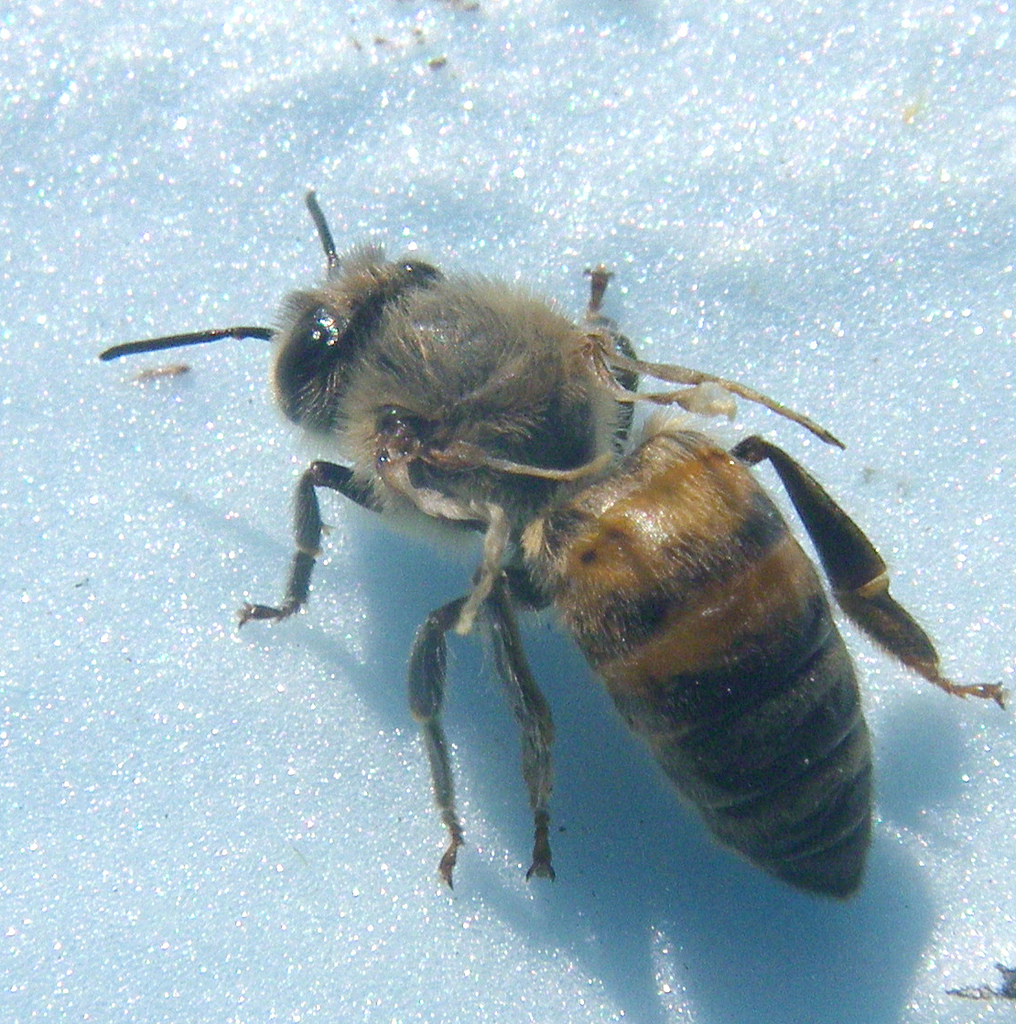
Infizierte Biene mit verstümmelten Flügeln

Das Flügeldeformationsvirus (auch Krüppelflügelvirus, englisch Deformed wing virus, DWV; Spezies Iflavirus aladeformis) ist ein RNA-Virus aus der Familie der Iflaviren (Iflaviridae), das über ein einsträngiges RNA-Genom verfügt und pathologische Effekte bei Honigbienen auslöst, weshalb das Virus auch Gegenstand eingehender wissenschaftlicher Untersuchungen ist. Dieser Umstand ist nicht zuletzt darauf zurückzuführen, dass es ganze Bienenkolonien vernichten und dadurch erhebliche wirtschaftliche Schäden verursachen kann. Es ist einer von 22 bekannten pathogenen Viren der Honigbiene (siehe auch Liste von Bienenkrankheiten) und weiterer Bienenarten (z. B. Dunkle Erdhummel und Ackerhummel). Symptome bei adulten Bienen sind Verformungen der Flügel, aufgeblähter Hinterleib und sichtbare Verfärbungen. Infizierte Larven sind nicht lebensfähig und sterben unmittelbar nach dem Schlüpfen. Entdeckt wurde das Virus in den frühen 1980er Jahren in Japan.

## Beschreibung
Das Virus bildet einen 10140 Nukleotide langen, einsträngigen RNA-Strang mit einem einheitlichen Leseraster, das beiderseits von nicht-kodierenden Sequenzabschnitten eingefasst wird. Die Genabfolge auf der RNA entspricht derjenigen von Picornaviren der Säugetiere (Syntänie). Die RNA wird translatiert in ein einheitliches Polyprotein, das später durch spezifische Proteasen in die funktionalen Proteine zerlegt wird. Wie bei anderen Picornaviren sitzen dabei die Strukturproteine hintereinander nahe dem N-Terminus des Proteins, die nichtstrukturellen Proteine nahe dem C-Terminus. In der infektiösen Form bildet das Virus Kapside als Ikosaeder-förmige Partikel von etwa 30 Nanometer Durchmesser, deren Hülle aus drei Hüllproteinen aufgebaut wird.

## Auslöser
Bei Honigbienen wird das Virus neben anderen Viren über die parasitäre Varroamilbe verbreitet. Inzwischen geht man davon aus, dass das Agens (d. h. die hauptsächliche Ursache) der Varroose (Varroamilbenbefall) der Hämolymphverlust nicht durch die parasitären Varroamilben, sondern durch die Virusinfektion ist.
Honigbienen können das Flügeldeformationsvirus auf Wildbienen und Hummeln übertragen.
Alle Entwicklungsstadien der Biene können befallen sein. Adulte (Erwachsene) zeigen bei Erstinfektion keine Symptome, dienen dem Erreger aber als Reservoir (es gibt Hinweise auf eine vertikale Infektion, also auf eine Infektion von Biene zu Biene). Morphologische Auffälligkeiten zeigen Adulte, die im Puppenstadium infiziert waren. Diese Tiere weisen eine Verkürzung des Hinterleibs (Abdomen), Verfärbungen und die namensgebenden Flügel-Verstümmelungen auf.
Infizierte Tiere haben eine geringere Lebenserwartung.
Eine ursächliche Behandlung bei einer Infektion gibt es nicht. Indirekt können die üblichen Maßnahmen zur Eindämmung des Varroabefalls getroffen werden.

## Varianten und Abgrenzung
Das Flügeldeformationsvirus zeigt sehr hohe Übereinstimmung in der Sequenz zu anderen bienenpathogenen Viren wie dem „Varroa destructor virus 1“ (VDV-1, vorgeschlagenes Mitglied ebenfalls der Gattung Iflavirus) und dem Kakugo-Virus (KV, ein Subtyp des DWV): Viren, die alle miteinander rekombinieren.
Auch das Varroa destructor virus 2 (VDV-2, Spezies Iflavirus vadestruente) gehört derselben Gattung an.
Das Virus ist, in nicht-pathogener Form, in Honigbienen weltweit verbreitet. In dieser Form bleibt die Infektion symptomlos, das Virus wird vertikal, als Provirus im Genom des Wirts eingebaut und über dessen Nachkommen weitergegeben.
Infektiöse Stämme des Virus treten, soweit bekannt, ausschließlich in Präsenz von Varroa auf. Der Grund für dieses Verhalten ist noch nicht mit Sicherheit bekannt. Nachgewiesen wurde, dass sich die infektiöse Form, die durch weitaus höhere Gehalte viraler RNA im Wirt gekennzeichnet ist, nur bei direkter Übertragung in die Hämolymphe der Biene ausbilden kann. Neben der Verletzung durch den Stich von Varroa kann dies auch durch experimentelle Injektion erfolgen.
Seit 2016 unterscheidet man die Gen-Varianten DWV-A und DWV-B. Letztere tötet Bienen schneller als DWV-A und ist zudem deutlich ansteckender als die ursprüngliche Variante DWV-A.
Das RNA-Genom von DWV-B ist gegenüber dem von DWV-A um 16 Prozent verändert.
Im Mai 2022 hatte dieser 2001 erstmals in den Niederlanden nachgewiesene Genotyp die ursprüngliche Variante DWV-A in Europa weitgehend ersetzt und war bereits weltweit verbreitet, insbesondere auch in Australien. Ob die neue Variante auch eine Gefahr für Wildbienen darstellt, war zu diesem Zeitpunkt noch nicht geklärt.
Das Kakugo-Virus besitzt gegenüber DW-Viren eine RNA-Sequenz mit rund 98 % Übereinstimmung. Es befällt den Pilzkörper, eine paarig organisierte anatomische Struktur im Zentralhirn der Bienen. Er dient als Riechzentrum, spielt aber auch eine wichtige Rolle bei höheren integrativen Leistungen wie Lernen und Gedächtnis. Mit dem Virus infizierte Bienen zeigen abnormal aggressives Verhalten.